# Letland op de Olympische Winterspelen 2014
Letland is een van de landen die deelneemt aan de Olympische Winterspelen 2014 in Sotsji, Rusland.

## Medailleoverzicht
| Sport     | Olympiër                                                         | Onderdeel   | Medaille |
| --------- | ---------------------------------------------------------------- | ----------- | -------- |
| Bobsleeën | Daumants Dreiškens Oskars Melbārdis Jānis Strenga Arvis Vilkaste | Viermansbob | Zilver   |
| Skeleton  | Martins Dukurs                                                   | Mannen      | Zilver   |
| Rodelen   | Andris Šics Juris Šics                                           | Dubbels     | Brons    |
| Rodelen   | Elīza Tīruma Mārtiņš Rubenis Andris Šics Juris Šics              | Estafette   | Brons    |

## Deelnemers en resultaten
(m) = mannen, (v) = vrouwen 

### Alpineskiën
| Olympiër           | Onderdeel        | Resultaat | Prestatie                                                            |
| ------------------ | ---------------- | --------- | -------------------------------------------------------------------- |
| Mārtiņš Onskulis   | Reuzenslalom (m) | DNF-1     | 1e run: niet gefinisht                                               |
| Mārtiņš Onskulis   | Slalom (m)       | 27e       | 1e run: 56,16 (61e) 2e run: 1.01,44 (24e) totaal: 1.57,60 (+15,76)   |
| Roberts Rode       | Afdaling (m)     | 47e       | 2.17,50 (+11,27)                                                     |
| Roberts Rode       | Slalom (m)       | DNF-1     | 1e run: niet gefinisht                                               |
| Roberts Rode       | Super G (m)      | DNF       | niet gefinisht                                                       |
| Kristaps Zvejnieks | Reuzenslalom (m) | 43e       | 1e run: 1.27,80 (47e) 2e run: 1.29,50 (46e) totaal: 2.57,30 (+12,01) |
| Kristaps Zvejnieks | Slalom (m)       | DNF-1     | 1e run: niet gefinisht                                               |
|                    |                  |           |                                                                      |
| Agnese Āboltiņa    | Reuzenslalom (v) | DNF2      | 1e run: 1.31,85 2e run: niet gefinisht                               |
| Agnese Āboltiņa    | Slalom (v)       | 37e       | 1e run: 1.05,44 (49e) 2e run: 1.01,18 (35e) totaal: 2.06,62 (+22,08) |
| Agnese Āboltiņa    | Super G (v)      | 31e       | 1.36,10 (+10,58)                                                     |
| Lelde Gasūna       | Reuzenslalom (v) | DNF1      | 1e run: niet gefinisht                                               |
| Lelde Gasūna       | Slalom (v)       | 30e       | 1e run: 1.00,47 (37e) 2e run: 56,82 (30e) totaal: 1.57,29 (+12,75)   |

### Biatlon
| Olympiër             | Onderdeel         | Resultaat | Prestatie         |
| -------------------- | ----------------- | --------- | ----------------- |
| Andrejs Rastorgujevs | Individueel (m)   | 33e       | 53.18,9 (+3.47,2) |
| Andrejs Rastorgujevs | Sprint (m)        | 17e       | 25.20,2 (+46,7)   |
| Andrejs Rastorgujevs | Achtervolging (m) | 9e        | 34.36,9 (+48,3)   |
| Andrejs Rastorgujevs | Massastart (m)    | 14e       | 43.53,1 (+1.24,0) |
|                      |                   |           |                   |
| Žanna Juškāne        | Individueel (v)   | DNF       |                   |
| Žanna Juškāne        | Sprint (v)        | 79e       | 25.36,5 (+4.29,7) |

### Bobsleeën
| Olympiër                                                         | Onderdeel    | Resultaat | Prestatie                                                                                                  |
| ---------------------------------------------------------------- | ------------ | --------- | --- |
| Oskars Melbardis Daumants Dreiskens                              | Tweemans (m) | 5e        | Heat 1: 56,62 (8e) Heat 2: 56,68 (3e) Heat 3: 56,43 (5e) Heat 4: 56,75 (8e) Totale tijd: 3.46,48 (5e)      |
| Oskars Ķibermanis Vairis Leiboms                                 | Tweemans (m) | 16e       | Heat 1: 57,11 (15e) Heat 2: 57,22 (19e) Heat 3: 57,00 (15e) Heat 4: 57,19 (19e) Totale tijd: 3.48,52 (16e) |
| Oskars Melbardis Daumants Dreiskens Arvis Vilkaste Janis Strenga | Viermans (m) | Zilver    | Heat 1: 55,10 (5e) Heat 2: 55,13 (1e) Heat 3: 55,15 (3e) Heat 4: 55,31 (3e) Totale tijd: 3.40,69 (2e)      |
| Oskars Ķibermanis Raivis Broks Helvijs Lūsis Vairis Leiboms      | Viermans (m) | 14e       | Heat 1: 55,68 (15e) Heat 2: 55,52 (13e) Heat 3: 55,97 (17e) Heat 4: 55,81 (16e) Totale tijd: 3.42,98 (14e) |

### Langlaufen
| Olympiër      | Onderdeel             | Resultaat                              | Prestatie                                                                |
| ------------- | --------------------- | -------------------------------------- | ------------------------------------------------------------------------ |
| Arvis Liepiņš | Sprint (m)            | uitgeschakeld in de kwalificatie (61e) | 3.49,28 (+20,93)                                                         |
| Arvis Liepiņš | 15 km klassiek (m)    | 73e                                    | 45.36,2 (+7.06,5)                                                        |
| Arvis Liepiņš | 30 km skiatlon (m)    | 65e                                    | klassiek: 40.44,1 (64e) vrij: 38.39,9 (66e) totaal: 1:20.00,1 (+11.44,7) |
| Arvis Liepiņš | 50 km vrije stijl (m) | 59e                                    | 2:04.45,6 (+17.50,4)                                                     |
| Jānis Paipals | Sprint (m)            | uitgeschakeld in de kwalificatie (71e) | 3.56,21 (+27,86)                                                         |
| Jānis Paipals | 15 km klassiek (m)    | DNF                                    |                                                                          |
|               |                       |                                        |                                                                          |
| Inga Dauškāne | Sprint (v)            |                                        |                                                                          |
| Inga Dauškāne | 10 km klassiek (v)    |                                        |                                                                          |

### Rodelen
| Olympiër                                              | Onderdeel | Resultaat | Prestatie |
| ----------------------------------------------------- | --------- | --------- | --------- |
| Inars Kivlenieks                                      | Mannen    |           |           |
| Kristaps Maurins                                      | Mannen    |           |           |
| Mārtiņš Rubenis                                       | Mannen    |           |           |
| Eliza Tiruma                                          | Vrouwen   |           |           |
| Ulla Zirne                                            | Vrouwen   |           |           |
| Andris Sics Juris Sics                                | Dubbels   | 3e        | Brons     |
| Oskars Gudramovics Peteris Kalnins                    | Dubbels   |           |           |
| Eliza Tiruma Mārtiņš Rubenis Andris Sics / Juris Sics | Estafette | 3e        | Brons     |

### Schaatsen
| Olympiër       | Onderdeel  | Resultaat | Prestatie       |
| -------------- | ---------- | --------- | --------------- |
| Haralds Silovs | 500 m (m)  | 37e       | 72,44 (+3,13)   |
| Haralds Silovs | 1000 m (m) | 24e       | 1.10,29 (+1,90) |
| Haralds Silovs | 1500 m (m) | 14e       | 1.46,79 (+1,79) |

### Shorttrack
| Olympiër        | Onderdeel  | Resultaat | Prestatie                               |
| --------------- | ---------- | --------- | --------------------------------------- |
| Roberto Pukitis | 1500 m (m) | 15e       | Series: 2.30,671 (5e) KF: 2.16,961 (5e) |

### Skeleton
| Olympiër         | Onderdeel | Resultaat | Prestatie                               |
| ---------------- | --------- | --------- | --------------------------------------- |
| Martins Dukurs   | Mannen    | Zilver    | 3.45,10 (56,18 / 56,37 / 56,26 / 56,29) |
| Tomass Dukurs    | Mannen    | 4e        | 3.47,58 (57,03 / 57,06 / 56,75 / 56,74) |
|                  |           |           |                                         |
| Lelde Priedulēna | Vrouwen   | 14e       | 3.56,28 (59,73 / 59,31 / 58,73 / 58,51) |

### IJshockey
| Olympiër | Onderdeel | Resultaat | Prestatie                                          |
| --- | --------- | --------- | -------------------------------------------------- |
| Ervins Mustukovs Edgars Masalskis Kristers Gudlevskis Arvids Rekis Sandis Ozolins Krisjanis Redlihs Kristaps Sotnieks Ralfs Freibergs Arturs Kulda Oskars Bartulis Georgijs Pujacs Juris Stals Janis Sprukts Lauris Darzins Herberts Vasiljevs Martins Karsums Kaspars Daugavins Armands Berzins Mikelis Redlihs Zemgus Girgensons Martins Cipulis Koba Jass Miks Indrasis Vitalijs Pavlovs Ronalds Kenins | Mannen    | 8e        | KW: Zwitserland 1-3 Letland KF: Canada 2-1 Letland |